# Sur les pointes (film, 1939)
Pour plus de détails, voir Fiche technique et Distribution.
Sur les pointes (titre original: On Your Toes) est un film musical américain réalisé par Ray Enright et sorti en 1939. La chorégraphie est de George Balanchine qui avait fait un ballet du même nom en 1936, et son épouse la danseuse Vera Zorina tient le premier rôle dans le film.

## Synopsis
Alors qu'il enseigne la musique à l'université Knickerbocker, Phil Dolan Jr. tente de persuader Sergei Alexandrovitch, le directeur du Ballet russe, de mettre en scène le ballet de jazz Slaughter on Tenth Avenue . Après s'être impliqué avec la danseuse étoile de la compagnie, Vera Barnova, Dolan est obligé d'assumer le rôle principal masculin dans Slaughter. Des ennuis s'ensuivent lorsqu'il devient la cible de deux voyous engagés par l'amant et partenaire de danse de Vera pour le tuer.

## Fiche technique
- Titre original : On Your Toes
- Réalisation : Ray Enright, assisté de Byron Haskin et Jesse Hibbs (tous les deux non crédité)
- Scénario : Jerry Wald, Richard Macaulay, Sig Herzig et Lawrence Riley, d'après la comédie musicale On Your Toes, créée à Broadway en 1936
- Producteurs : Robert Lord, Hal B. Wallis
- Société de production : Warner Bros.
- Image : James Wong Howe
- Musique originale : Richard Rodgers
- Musique additionnelle : Ray Heindorf, Heinz Roemheld
- Chansons : Lorenz Hart
- Livret original : Richard Rodgers, Lorenz Hart et George Abbott
- Chorégraphie : George Balanchine
- Costumes : Orry-Kelly
- Montage : Clarence Kolster
- Durée : 94 minutes
- Dates de sortie :
  - France : 6 octobre 1939
  - États-Unis :14 octobre 1939

## Distribution
- Vera Zorina : Vera Barnova
- Eddie Albert : Phil Dolan Jr.
- Alan Hale : Sergei Alexandrovitch
- Frank McHugh : Paddy Reilly
- James Gleason : Phil Dolan Sr.
- Leonid Kinskey : Ivan Boultonoff
- Gloria Dickson : Peggy Porterfield
- Queenie Smith : Mrs. Lil Dolan
- Erik Rhodes : Konstantin Morrisine
- Berton Churchill : Donald Henderson
- Donald O'Connor : Phil Jr. enfant
- Sarita Wooton : Vera enfant

Acteurs non crédités
- Adia Kuznetzoff : le second assassin
- Leon Belasco : Mishka, l'esclave du ballet
- Carla Laemmle : Danseuse de ballet